# 法量
法量（ほうりょう）とは、仏像のデザインに関する仏教用語である。現代的には主に「寸法」の意味で用いられる。

## 前史 仏像の起源

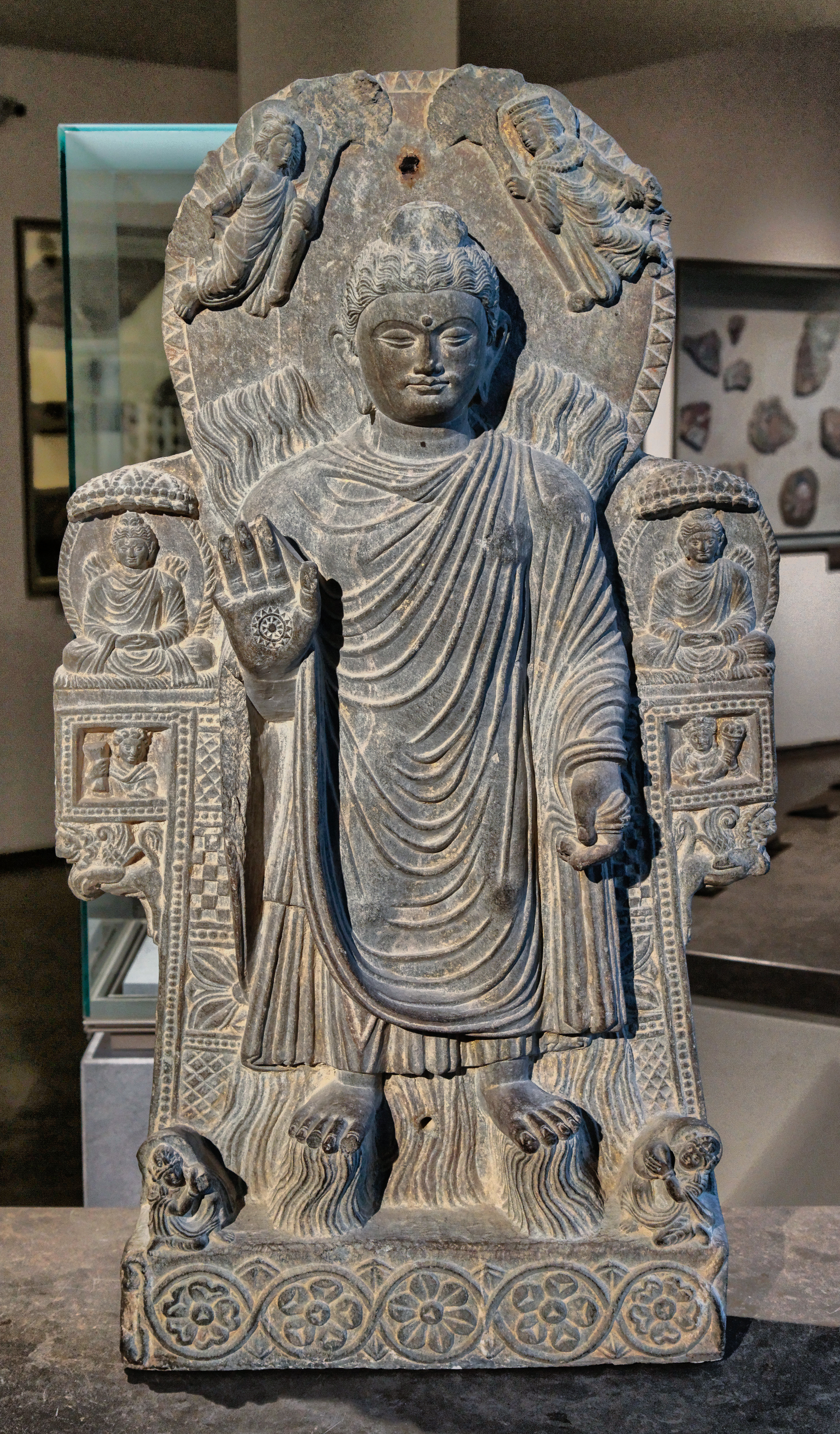
釈迦立像（双神変像）、カーピシー、後2 - 3世紀、パイターヴァ出土、ギメ美術館

紀元前5世紀にインドで釈迦が仏教を創始した。仏典のなかには釈迦の存命時から仏像が製作されていたと説くものもあり、例えば『阿含経』ではウダヤナ（優填王）が仏像の創始者とされている。しかしこれは考古学的な裏付けに欠いていて、北伝仏教にのみ見られる主張であり、南伝仏教の経典ではみられない。さまざまな仏典、歴史史料、考古学的証拠を総合的に検討すると、釈迦の時代の原始仏教の頃から仏像があったというのは「到底信じられない」ことであり、むしろ釈迦の入滅まもない時代には図像によって釈迦を崇めるような信仰形態は確認できない。
釈迦の生涯を描いた仏伝図のうち、初期仏教期に作成されたものは釈迦の姿が描かれていない。（必ずしも確定的な事実として証明されているとはいえないが）当時は、釈迦の姿を図や像に描くことは不敬や冒涜的だとみなされ、「不表現」が行われていたと考えられている。
考古学的手段で確認されているものとして「仏像」が歴史に最初に登場するのは、紀元前1世紀にはじまるガンダーラ美術や1世紀頃のマトゥーラの仏像群である。仏像の起源をどちらに帰するかは議論があり、その年代についても諸説がある。ガンダーラの仏像は古代ギリシア由来のヘレニズム文化の影響を強く反映しており、写実的な人の姿で表現されている。古代ギリシアやローマでは、伝統的に神々を人間の姿で像にすることが一般的であり、ガンダーラでは仏像に対してもそれが行われた。
仏陀の没後、仏陀を通常の人間とは異なった超人とみなす仏陀観が展開し、釈迦は生まれながらにして常人とは大きく異なる数々の外見的特徴、いわゆる「三十二相」を備えていると賛美されるようになる。すなわち、真っ直ぐに立った時に腕は膝に届くほど長く、指もきわめて長く、その間には水かきがある。これに従えば、釈迦の姿を具現化した仏像の姿形は、常人とは大きくかけ離れた形状になるはずであるが、ガンダーラの仏像にはそうした特徴はみられない。ガンダーラにおける仏像制作の実際の担い手である石工たちは、インドの伝統的な文化の影響を受けていない人種集団だったため、こうした宗教的制約に縛られずに仏像を制作していた。たとえば彼らが初期に作った釈迦像には、仏教では禁忌となっているはずの飲酒する姿を模したものもある。

## 仏像の寸法体系としての「法量」
仏教が中国へ伝わると、中国でも仏像が作られるようになった。写実的な仏像を作ったガンダーラ美術と較べて、中国では仏像の様式が著しく変化し、抽象化され、インドの仏像とは全く異なる様式へと変化した。抽象化が行われた背景には、信仰教義上の理由と、技術的な理由があると考えられている。技術的な観点では、中国では自然の岩壁に巨大な仏を彫るようになったため、加工の困難さから彫刻がシンプルになっていったと考えられている。また、ガンダーラ仏像はもっぱら写実性に主眼が置かれていたのに対し、中国ではもっぱら美を目指して仏像が製作されるようになっていった。信仰教義の観点では、釈迦の「三十二相」が仏像に取り入れられるようになって、常人の姿とは大きく異なるようになっていった。たとえば、仏像の顔面・頭部・首は体に比べて著しく大きくなり、写実性の観点からは通常のヒトとは大きく異なる様相となった。
こうした「超人化」にともなって、仏像を作成するにあたって、その寸法や体の大きさ・長さの比率が体系化され、仏像の姿形を規定する制約となっていった。その寸法体系のことを「法量」と称する。
日本にはこの中国様式の仏像が伝播し、日本でも法量にしたがって仏像が作られるようになっていった。そのため、特に古代の仏像は「通常のヒト」とは体の各部の大きさやバランスが著しく異なっている。
日本で最初に作られた仏像の作者とされている鞍作止利を筆頭に、古代の日本では仏像製作に携わる職人は渡来人に限られていた。白鳳時代でも渡来人の子孫に限られ、わずかに日本人がその手伝いをした程度と考えられている。天平時代も渡来人や遣唐使として唐に渡った経験のある高僧に限られていた。
日本人の職人が本格的に直接、ひろく仏像を彫るようになったのは平安時代以降と考えられている。この頃には、中国で醸成された抽象化された仏像の姿は日本風にアレンジされ、再び写実性が取り入れられて作風は一変した。しかし写実主義を採用するとしても、法量として定められている各種の寸法や比率を逸脱することは許されないことであり、現実の人体のリアルな表現と、三十二相のような超人的な姿をいかにして両立させるかが、仏師を悩ませることになった。また、これらの変化と並行して、はじめは釈迦の特徴とされていた三十二相が全ての仏尊に適用されるようになっていき、菩薩像や観音像も「三十二相」に則って表現されるようになった。
※本節では後述する問題から「尺」の換算値をあえて記載しない。

### 丈六
まず、三十二相にしたがうと、釈迦は常人の2倍ないし3倍の身長があったとされている。そのため、「実物等身大」の釈迦像を作ろうとすると、完成形は常人の2倍か3倍の高さとなる。これと比べると、ガンダーラ時代の仏像は常人と同程度の大きさで作られていた。
基本的には常人の身長は「8尺」であるとされている。釈迦はその2倍の「1丈6尺」となり、これを「丈六」という。「この仏像は丈六である」と言えば、その仏像が1丈6尺の高さで作成されていると同時に、実際の釈迦の姿の等身大像であることを意味する。「丈六八尺」という表現もあり、これは釈迦が常人の倍の身長があったことを表し、さらに釈迦が常人よりも偉大であることを意味する。
日本ではこのスケールで作成された仏像を「丈六仏」と呼び、これを本尊として安置する建物を「丈六堂」と言う。日本最古の本格寺院として蘇我馬子が建立した飛鳥寺も丈六堂であり、以後の仏教寺院もこれにならって建てられた。藤原道長が建てた無量寿院（法成寺）の阿弥陀堂には9体の阿弥陀如来像が置かれたが、これも丈六仏である。
釈迦が座った姿をあらわす仏像、すなわち坐像の場合には、高さが半分で表現される。座った状態では1丈6尺の半分の8尺の高さで作成されるが、これも「実物大・等身大」であるので「丈六」と称する。つまり坐像の丈六仏は8尺となる。

### 半丈六
一般的には、釈迦は衆生救済のために常人と同じ姿で出現する（応身）ので、「丈六」が仏像の基本単位となり、これを「応身仏」とも言う。
教義のうえでは釈迦は無限の存在であり、その姿・大きさは変幻自在（化身）である。そのため、仏像の大きさが「丈六」よりも小さくとも、大きくとも、それは釈迦の実際の姿であるとも言える。この観点から様々なスケールの仏像が作られた。この際、「丈六」を基本単位として、その何倍、もしくは何分の一かの寸法で造像することになっている。
そのうち「丈六」の1/2の大きさで作ったものを「半丈六」という。半丈六の仏像は、丈六に次いで作例が多い。逆に「丈六」の2倍以上のスケールで作成された仏像を「大仏」と定義する。

### 一搩手半
インドや中国での初期の仏像はもっぱら岩石を削って作られていたが、稀には木材で作成されたものもある。これは高貴な香木で作られており、特に白檀が使用された。こうした貴重な材を用いて作る仏像は小さく作るように決められており、その基準となったのが「一搩手半」と呼ばれる大きさである。
「搩手」はもともとインドの長さの単位で、片手の親指と中指をいっぱいに伸ばした際の寸法にあたる。「一搩手半」はその1.5倍となる。唐から伝来した法隆寺の「九面観音像」（国宝）は「一搩手半」の代表例である。
胎内仏や念持仏は一搩手半で作成するのが通例である。

### 等身
インド、中国、日本では、有力者が仏像を作成する際に、その有力者の身長に揃えた大きさの仏像を作ることも行われた。これを「等身」という。法隆寺の釈迦三尊像は聖徳太子の冥福を祈って作られたと伝えられており、その大きさは聖徳太子の「等身」であるとされている。

## 法量をめぐる難題
上記のように法量が定められるが、実際に仏像を製作しようとすると、「どの単位を使うのか」「どこからどこの高さのことなのか」が問題となる。歴史的に、この2つの問題が複雑に組み合わさって、古代から日本の仏像製作者を悩ませてきた。

### 何cmなのか？
もともと釈迦はインドの人物なので、その身体描写には当時のインドでの単位が用いられている。古代インドでの長さの単位は、その最小単位が「極微塵（paramāṇu）」とし、7倍ごとに単位があがる。「7 paramāṇu」が「1 āṇus」、「7 āṇus」が「1 loharajas」、「7 loharajas」が「1 abrajas」…という具合に単位があがっていき、「1,975,226,743 paramāṇu」が「1 ańguliparva（指節）」となる。詳細は下記の通り。
| 7 paramāṇu             | （極微塵） | ＝ | 1 āṇus                 |    |                        |
| 7 āṇus                 | （極塵）   | ＝ | 1 loharajas            | ＝ | 49 paramāṇu            |
| 7 loharajas            | （金塵）   | ＝ | 1 abrajas              | ＝ | 343 paramāṇu           |
| 7 abrajas              | （水塵）   | ＝ | 1 śaśarajas            | ＝ | 2,401 paramāṇu         |
| 7 śaśarajas            | （兎毛塵） | ＝ | 1 avirajas             | ＝ | 16,807 paramāṇu        |
| 7 avirajas             | （羊毛塵） | ＝ | 1 gorajas              | ＝ | 117,649 paramāṇu       |
| 7 gorajas              | （牛毛塵） | ＝ | 1 vātāyanacchidrarajas | ＝ | 823,543 paramāṇu       |
| 7 vātāyanacchidrarajas | （隙遊塵） | ＝ | 1 likşā                | ＝ | 5,764,801 paramāṇu     |
| 7 likşā                | （蟻）     | ＝ | 1 yūka                 | ＝ | 40,353,607 paramāṇu    |
| 7 yūka                 | （蝨）     | ＝ | 1 yava                 | ＝ | 282,175,249 paramāṇu   |
| 7 yava                 | （麦）     | ＝ | 1 ańguliparva          | ＝ | 1,975,226,743 paramāṇu |

1 ańguliparva（指節）からは7倍ごとではなくなり、3  ańguliparva＝1 ańguli（指）、12指＝1 vitasti（搩手）などとなる。1搩手は大人が親指と中指を伸ばした際の長さであり、仏像の「一搩手半」はこれに由来する。その先は、2搩手＝1 hasta（肘）、4肘＝1 dhanu（弓）、1000弓＝1 krośa（拘盧舎）、4拘盧舎＝1 yojana（由旬）などとなる。このように、この単位は人体の部位の比率に基いている単位体系になっており、仏像の各部の比率を定めるには便利だが、その長さは一人ひとり違うので、絶対値として換算できない。
中国では、これらの単位を尺に置き換えて記述した。それがさらに日本へ伝わり、日本では仏像を作る際の大きさの目安になった。ところが、中国の「尺」は時代ごとに差異があり、それが大きな問題になっていった。法隆寺の時代は中国の唐の時代にあたり、唐時代の中国の「尺」が日本に導入されたと考えられている。この「1尺」は約29.63cmに相当し、現代では明治時代の再定義によって1尺＝30.303cmと定められている。
しかし、唐よりも古い周の時代には1尺はもっと短く、約8寸（10寸＝1尺）であり、さらに古い殷の時代には1尺は約9寸であった。したがって、経典や文書がいつ記されたものであるかによって、「1尺」と記述されても長さが違うということになる。これが奈良時代から日本の仏像製作者を悩ませる種になっていった。当時の文献によっては、同じ「丈六」でも、通常の丈六と「周丈六」を区別して記述しているものもある。
現代的には、「丈六」＝1丈6尺は約4.85mということになり、これが釈迦の実際の身長ということになる。

### どこから測るのか？
特に平安時代、仏像製作者を悩ませたもう一つの問題が、「像の高さ」をどこからどこまでで計測するかである。一般的に仏像の頭頂部には毛髪が表現され、その頂部には「肉髻」と称する球状の髪の毛のような部分がついており、これをどこまで「身長（法量）」に含めるか否かが大きな問題になった。
平安時代後期には、これら毛髪部を「法量」に含めないという解釈が支配的になっていき、髪際（はっさい）（額の髪の生え際）から足までの高さを「法量」「像の高さ」として計測するのが主流になった。現代ではこれを「髪際高」といい、頭頂部からの高さである「像高」、台座を含めた高さである「総高」などとは区別するが、文献によっては両者の混用がみられ、それが仏像の寸法や法量をめぐる議論をさらに複雑にしている。現代では「法量」として、これら3種の寸法のほか、面奥、面張、臂張、光背高など、さまざまな部位の寸法を計測する。

## 単なる「寸法」の意味での「法量」
仏像の「大きさ」という意味での「法量」の用例は、1548年の『運歩色葉集』に遡ることができるが、「法量」という言葉自体は、これと同時期の『京大ニ十冊本毛詩抄』においても、「法量もない」（＝限度がない）という意味に用いられている。そして、これに先立つ応永27年（１４２０年）の奥書を有する『法量物』（群書類従所収）と題する文献には、弓矢を用いた射的での的、的場などの「各種寸法」が記載されている。
室町時代、単に定まった量を意味する言葉として、「方量」があり、これは「法量」とも書かれ、「ホウリヤウ」と仮名書きされた（時代別国語辞典）。日本国語辞典（第２版）は、(1)分量を意味する「方量」（はうりょう）、(2a)仏像の寸法等を意味する「法量」（ほふりょう）、(2b)程度を意味する「法量」（はふりょう）を区別するが、時代別国語辞典（室町時代篇）は、(1)と(2b)を「ほうりやう」として、同一の項目で扱う。

## 別意の「法量」
仏教では、上記とは別に「真理に基いて考えること」という意味での用法がある。13世紀に成立した『正法眼蔵』などに用例がある。量 (仏教)も参照。